# Blanche Stuart Scott
Blanche Stuart Scott, aussi connue sous le surnom de Betty Scott est une aviatrice américaine, née à Rochester dans l’État de New York le 8 avril 1885 et décédée le 12 janvier 1970. Elle est probablement la première femme à piloter un avion en Amérique, et une des premières dans le monde, quelques mois seulement après Élise Deroche[réf. nécessaire].

## Hommage
- Elle est inscrite au National Women's Hall of Fame.